# KFC Heikant Zele
KFC Heikant Zele is een Belgische voetbalclub uit het gehucht Heikant in Zele. De club is aangesloten bij de KBVB met stamnummer 4174 en heeft geel en rood als clubkleuren.

## Geschiedenis
De club werd opgericht in het 1944 sloot zich aan bij de Belgische voetbalbond waar men stamnummer 4174 kreeg. Tot dat moment was men een onderafdeling van KFC Scela Zele geweest.
De club startte in 1945 in Tweede Gewestelijke. Toen in 1952 de voetbalreeksen werden hervormd, mocht FC Heikant in Tweede Provinciale spelen, maar dat bleek toen te hoog gegrepen en men zakte onmiddellijk naar Derde Provinciale.
Heikant bleef lang in de onderste reeks hangen, tot 1969 Derde Provinciale, vanaf dan Vierde Provinciale.
In 1970 gingen KSK Zele, KFC Scela Zele en FC De Zeven Zele samen en vormden KFC Eendracht Zele, maar FC Heikant deed niet mee.
Ruim tien jaar later begon de club aan een snelle opmars, in 1982 werd men kampioen in Vierde Provinciale, wat men een jaar later in Derde Provinciale overdeed en FC Heikant kwam in Tweede Provinciale terecht.
Vier seizoenen lang speelde men in Tweede Provinciale, maar na twee opeenvolgende degradaties stond men in 1988-1989 weer in Vierde Provinciale.
Een nieuwe kampioenstitel in Vierde Provinciale opende weer de poort naar Derde Provinciale.
In 1992 kon men voor één seizoen terugkeren naar Tweede Provinciale, maar vanaf 1996 belandde men opnieuw in Vierde Provinciale. De club wijzigde in 1994 zijn naam naar KFC Heikant Zele naar aanleiding van het vijftigjarige bestaan.
In 2000 volgde een nieuwe promotie naar Derde Provinciale en twee jaar later klom Heikant weer naar Tweede Provinciale. 
In 2005 eindigde de club op een laatste plaats en degradeerde naar Derde Provinciale.
Ditmaal zou het verblijf in Derde Provinciale negen seizoenen aanhouden.
In 2014 promoveerde Heikant naar Tweede Provinciale, waar het in 2019-2020 voor het zesde opeenvolgende seizoen aantrad, de beste prestatie in de clubgeschiedenis.
In het seizoen 2021-2022 eindigde KFC Heikant Zele 3e in de reguliere competitie van Tweede Provinciale C Oost-Vlaanderen. Het won tevens de derde periodetitel (hoogste aantal behaalde punten over de laatste 10 matchen) met 22 op 30. Dit gaf hen recht op deelname aan de eindronde voor promotie naar 1e provinciale. In die eindronde versloeg het eerst FC Poesele met 1-2, alvorens in de 2e ronde thuis te verliezen van Red Star Haasdonk met 2-3. Als beste verliezer werd Heikant echter opgevist voor promotie naar 1e provinciale omwille van een vrijgekomen plek in 1e provinciale. 
Seizoen 2022-2023 leverde een 13e plaats op in Eerste Provinciale Oost-Vlaanderen. Dit op een totaal van 16 ploegen. Excelsior Mariakerke gaf algemeen forfait in de loop van het seizoen, SKN St-Niklaas eindigde puntenloos. Daarboven eindigden SK Grembergen en KFC Heikant Zele beiden met 23 punten. Omwille van de degradatie van KVE Drongen van 3e Nationale naar 1e provinciale waren er 4 degradanten, waardoor Heikant na 1 seizoen Eerste Provinciale terug naar Tweede Provinciale zakte.
Begin juli 2023 maakte de club bekend de infrastructuur onder handen te willen nemen en nieuwe kleedkamers te willen realiseren omwille van de enorme groei van de club.

## Resultaten
| 2016-17 |  |  |  |  |  |    | 5  |  |  | Tweede Prov. O.VL. C | 57 |                                   |
| 2017-18 |  |  |  |  |  |    | 9  |  |  | Tweede Prov. O.VL. C | 42 |                                   |
| 2018-19 |  |  |  |  |  |    | 11 |  |  | Tweede Prov. O.VL. C | 33 |                                   |
| 2019-20 |  |  |  |  |  |    | 8  |  |  | Tweede Prov. O.VL. C | 36 | Vroegtijdig gestopt wegens corona |
| 2020-21 |  |  |  |  |  |    | -  |  |  | Tweede Prov. O.VL. C | -  | seizoen geschrapt wegens corona   |
| 2021-22 |  |  |  |  |  |    | 3  |  |  | Tweede Prov. O.VL. C | 57 | Promotie                          |
| 2022-23 |  |  |  |  |  | 12 |    |  |  | Eerste Prov. O.VL.   | 36 | Degradatie                        |
| 2023-24 |  |  |  |  |  |    | 3  |  |  | Tweede Prov. O.VL. B | 54 |                                   |
| 2024-25 |  |  |  |  |  |    | 4  |  |  | Tweede Prov. O.VL. C | 56 | Promotie via eindronde            |
| 2025-26 |  |  |  |  |  |    |    |  |  | Eerste Prov. O.VL.   |    |                                   |

## Bekende ex-spelers
- Kristof Imschoot